# Георги Новаков Джонгар
Георги Новаков Джонгар или Джонгов е български възрожденски архитект от Македония.

## Биография
Георги Джонгар е роден във велешкото мияшко село Папрадище. Син е на Новак Ст. Джонгар, строител, преселник от дебърското село Тресонче в Папрадище по времето на Емин ага. Според преданията Новак Джонгар е бил добър строител. В 1848 година Георги Новаков построява дойранската катедрална църква „Свети Илия“. В 1861 година Георги Новаков построява църквата „Свети Никола“ в Гиляне. Строи църкви в Бер. Работи в Солунско и Сярско.
В 1867 година издига една от най-впечатляващите църкви в Македония – „Свети Никола“ в Щип с куполи на високи барабани. В 1872 година изгражда църквата „Свети Николай“ в Берковица, по-късно строи църквата „Успение Богородично“ в Лом и църква във Видин. В 1879 година изгражда църквата „Свети Спас“, разрушена в 1944 година от англо-американските бомбардировки. В 1890 година реконструира църквата „Успение Богородично“ в Арчар, датираща от 1847 година и разрушена в 1937 година за нов строеж. Автор е на църквата „Успение Богородично“ в Обеля, на „Свети Георги“ в Дървеница, както и на жилищни сгради в Бояна, Долни Богров и Обеля. Строи и някои от джамиите в Битоля. Изгражда църквата в Гюрищкия манастир. В 1900 година изгражда църквата „Св. св. Петър и Павел“ в родното си Папрадище.
Умира около 1900 година във Велес. По разкази на майстори от Тресонче, Новаковци, наричани Джонгите, изграждат и една църква в Стара Загора и работят в околностите му.

## Галерия
- „Свети Илия“ в Дойран, 1848 г.
- „Свети Никола“ в Гниляне, 1861 г.
- „Свети Никола“ в Щип, 1867 г.
- „Свети Георги“ в Дървеница
- „Свети Спас“ в София, 1879 г., разрушена в 1944 г.
- „Св. св. Петър и Павел“, 1900 г.